# Angelica Balabanoff
Angelica Balabanoff (rus: Анжелика Балабанова)  (Txerníhiv, 7 de maig de 1869 (Julià) ↔ 4 d'agost de 1878 - Roma, 25 de novembre de 1965) va ser una comunista i activista socialdemòcrata russoitaliana. Va ser una dels quatre primers secretaris de la III Internacional i va participar en la construcció del partit entre 1917 i 1922, quan va abandonar Rússia, crítica amb els mètodes repressius del govern. Com a líder política a Itàlia, va contribuir també a la fundació del Partit Socialista Democràtic Italià.